# ماركو ليوناردي
ماركو ليوناردي هو ممثل إيطالي وأسترالي، ولد في 14 نوفمبر 1971 بملبورن في أستراليا.

## أعمال

### أفلام
- (1988) سينما باراديزو الجديدة
- (2000)  ابنة الجلاد
- (2003) حدث ذات مرة في مكسيكو[2][3]

## وصلات خارجية
- ماركو ليوناردي على موقع IMDb (الإنجليزية)
- ماركو ليوناردي على موقع ألو سيني (الفرنسية)
- ماركو ليوناردي على موقع أول موفي (الإنجليزية)
- ماركو ليوناردي على موقع قاعدة بيانات الأفلام السويدية (السويدية)
- ماركو ليوناردي على موقع قاعدة بيانات الفيلم (الإنجليزية)
- ماركو ليوناردي على موقع كينوبويسك (الروسية)